# Klaas-Erik Zwering
Klaas-Erik Zwering (né le 19 mai 1981 à Eindhoven) est un nageur néerlandais. Il participe aux Jeux olympiques d'été de 2004 et remporte la médaille d'argent avec le relais 4x100m nage libre. Il remporte également la même médaille au sein du relais lors des Championnats du monde à Fukuoka en 2001.

## Palmarès

### Jeux olympiques
- Jeux olympiques de 2004 à Athènes,  Grèce
  -  Médaille d'argent